# 小行星2262
小行星2262（2262 Mitidika）是一颗围绕太阳公转的小行星。1978年9月10日，保羅·維爾特在齐美尔瓦尔德发现了此天体。
这颗小行星的绝对星等为351.5975861546934等。